# Museo de Ciencia y Tecnología de Chiapas
El Museo de Ciencia y Tecnología de Chiapas (MUCH) es un Museo Científico y Tecnológico ubicado en la ciudad de Tuxtla Gutiérrez capital de Chiapas, fue inaugurado el 21 de octubre de 2006, en los espacios donde anteriormente funcionara la cárcel penitenciario llamado Cerro Hueco, con el objetivo de despertar el interés de niños y jóvenes por el tema científico y tecnológico. 

## Descripción
El Museo es único en la región se caracteriza por espacios interactivos en la que niños y adultos ponen en práctica su creatividad. Aquí se encuentra toda una extensa selección de los adelantos científicos más modernos, cuyo propósito es dar a conocer la tecnología y su funcionamiento.

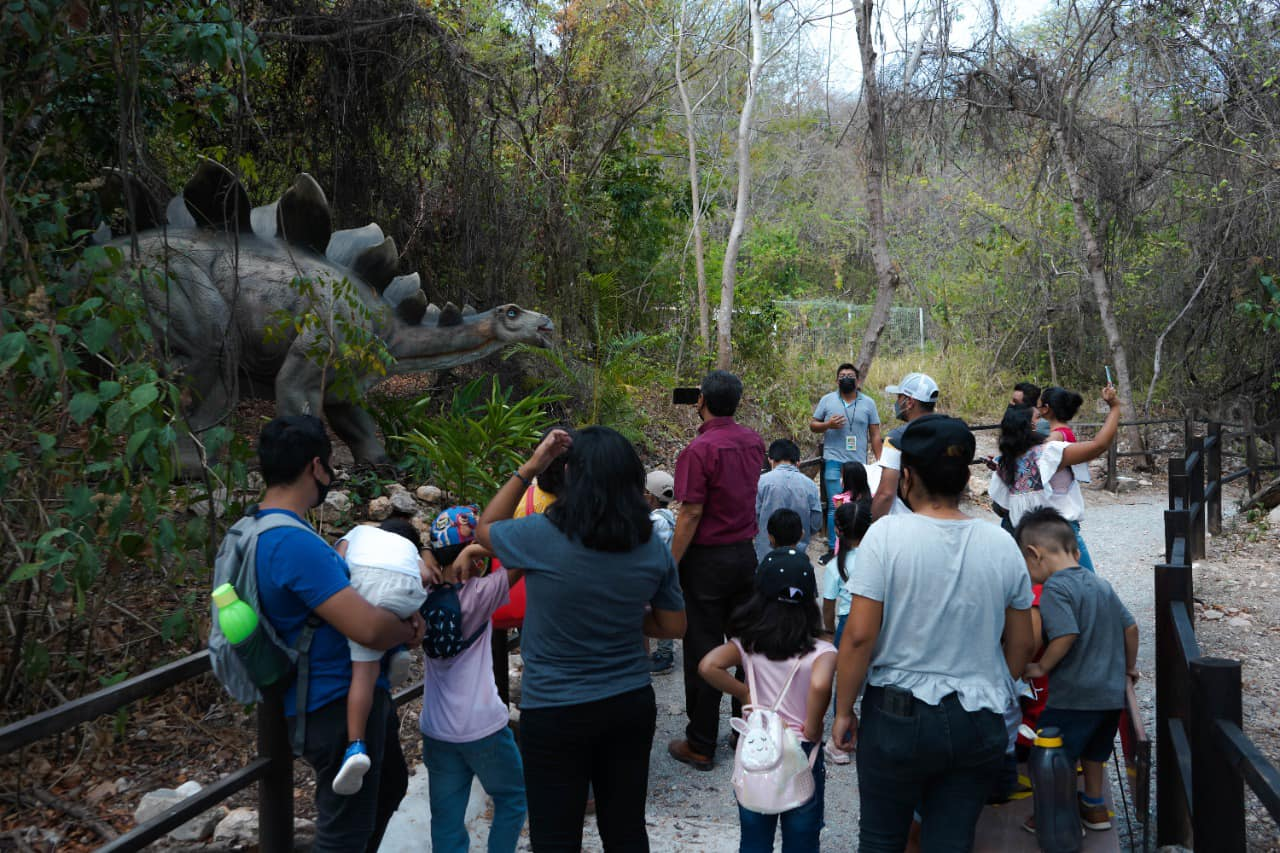
Recorrido Sbeel Dinsaurio

## Colección
Se encuentran 11 diferentes dinosaurios mecatrónicos con sonido y movimiento; un nido de huevos del velociraptor, la simulación del Volcán Chichonal (haciendo erupción), y al final la cabeza de T-Rex en la tienda de souvenirs.

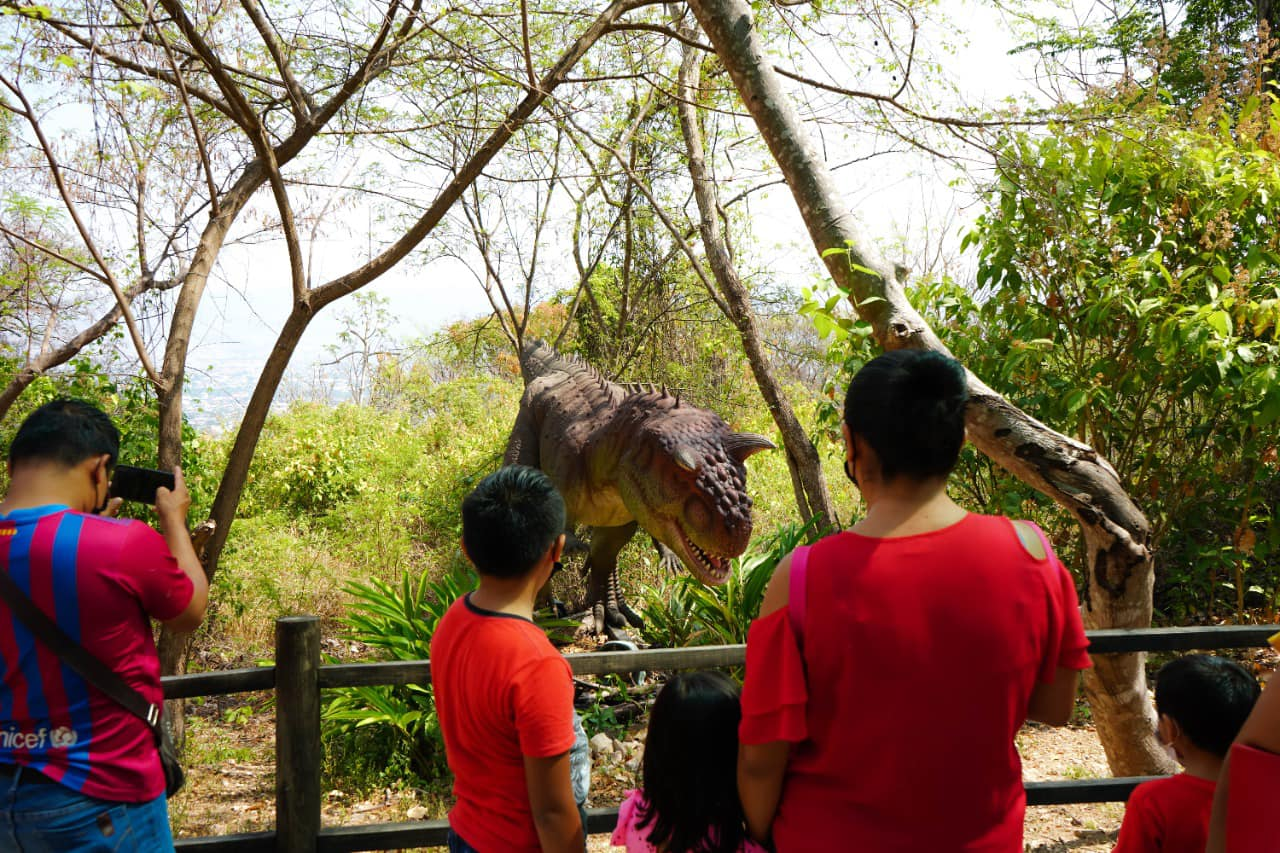
Recorrido en el Sendero Sbeel Disnosaurio